# Thunbergia colpifera
Thunbergia colpifera är en akantusväxtart som beskrevs av B. Hansen. Thunbergia colpifera ingår i släktet thunbergior, och familjen akantusväxter. Inga underarter finns listade i Catalogue of Life.